# Éthiopie aux Jeux paralympiques
L’Éthiopie a participé de manière quelque peu épisodique aux Jeux paralympiques. Elle n'y a pas connu le même succès qu'aux Jeux olympiques, puisqu'à ce jour seuls trois Éthiopiens ont remporté une médaille paralympique.

## Historique
Le pays envoie sa première délégation aux Jeux d'été de 1968 à Tel Aviv : deux athlètes en fauteuil roulant, qui participent tous deux à la fois aux épreuves de tennis de table et d'athlétisme, sans approcher des podiums. Absente en 1972, l'Ethiopie envoie à nouveau l'athlète Abraham Habte aux Jeux d'été de 1976, ne se joignant ainsi pas au boycott de ces Jeux (malgré la participation éthiopienne au boycott des JO de Montréal cette même année). À Toronto, Habte concourt à des épreuves d'athlétisme, de boulingrin et de tennis de table. Cette fois, il s'illustre à l'épreuve de lancer de javelot de précision. Il est l'un des quatre athlètes à terminer en tête de la compétition, avec 74 points, mais est classé quatrième, au pied du podium. Aux Jeux de 1980, il demeure l'unique représentant éthiopien, et participe cette fois uniquement à l'épreuve de boulingrin, où il remporte son premier match mais n'obtient pas de médaille.
L'Éthiopie est ensuite absente des Jeux durant vingt-quatre ans. Le pays est entré dans la période de la « terreur rouge », sous le régime de Mengistu Haile Mariam. La fin de la dictature au début des années 1990 permet le retour de l'Éthiopie aux Jeux olympiques, mais ce n'est qu'au début du XXIe siècle que le pays connaît une réelle stabilité politique. 
Aux Jeux paralympiques d'été de 2004 à Athènes, le sprinteur Kiross Tekle Redae (amputé du bras gauche) est le seul représentant éthiopien. En 2008, le pays aligne deux athlètes, cette fois en demi-fond et en course de fond. Tesfalem Gebru Kebede (atteint d'une déformation du bras gauche) remporte sa première course sur 1 500 mètres, mais termine cinquième en finale ; sur 5 000 mètres, il termine quatrième, et le pays manque à nouveau de peu de remporter sa première médaille. Pour les Jeux de 2012 à Londres, Kebede est accompagné par trois autres athlètes, la plus grande délégation éthiopienne à ce jour. Si les résultats de Kebede y sont décevants, son compatriote Wondiye Fikre Indelbu décroche la médaille d'argent sur 1 500 mètres. L'athlète de 24 ans, dont la main droite avait été arrachée et qui avait été éborgné par une grenade durant son enfance, termine derrière le Kenyan Abraham Tarbei dans la catégorie T46 et obtient la première médaille de son pays.
L'Éthiopie n'a jamais participé aux Jeux paralympiques d'hiver.

## Bilan général
Ces données proviennent de la base de données du Comité international paralympique.

### Médailles par année
| Année | Athlètes          | Médaille d'or, Jeux paralympiques | Médaille d'argent, Jeux paralympiques | Médaille de bronze, Jeux paralympiques | Total             | Rang              |
| 1960  | N'a pas participé | N'a pas participé                 | N'a pas participé                     | N'a pas participé                      | N'a pas participé | N'a pas participé |
| 1964  | N'a pas participé | N'a pas participé                 | N'a pas participé                     | N'a pas participé                      | N'a pas participé | N'a pas participé |
| 1968  | 2                 | 0                                 | 0                                     | 0                                      | 0                 | -                 |
| 1972  | N'a pas participé | N'a pas participé                 | N'a pas participé                     | N'a pas participé                      | N'a pas participé | N'a pas participé |
| 1976  | 1                 | 0                                 | 0                                     | 0                                      | 0                 | -                 |
| 1980  | 1                 | 0                                 | 0                                     | 0                                      | 0                 | -                 |
| 1984  | N'a pas participé | N'a pas participé                 | N'a pas participé                     | N'a pas participé                      | N'a pas participé | N'a pas participé |
| 1988  | N'a pas participé | N'a pas participé                 | N'a pas participé                     | N'a pas participé                      | N'a pas participé | N'a pas participé |
| 1992  | N'a pas participé | N'a pas participé                 | N'a pas participé                     | N'a pas participé                      | N'a pas participé | N'a pas participé |
| 1996  | N'a pas participé | N'a pas participé                 | N'a pas participé                     | N'a pas participé                      | N'a pas participé | N'a pas participé |
| 2000  | N'a pas participé | N'a pas participé                 | N'a pas participé                     | N'a pas participé                      | N'a pas participé | N'a pas participé |
| 2004  | 1                 | 0                                 | 0                                     | 0                                      | 0                 | -                 |
| 2008  | 2                 | 0                                 | 0                                     | 0                                      | 0                 | -                 |
| 2012  | 4                 | 0                                 | 1                                     | 0                                      | 1                 | 67e               |
| 2016  | 4                 | 0                                 | 1                                     | 0                                      | 1                 | 69e               |
| 2020  | 4                 | 1                                 | 0                                     | 0                                      | 1                 |                   |
| Total |                   | 1                                 | 2                                     | 0                                      | 3                 | 99e               |

### Médaillés éthiopiens
| Jeux         | Nom                      | Sport      | Épreuve                    | Résultat      |
| ------------ | ------------------------ | ---------- | -------------------------- | ------------- |
| 2020 Tokyo   | Tigist Gezahagn Menigstu | Athlétisme | 1 500 m femmes T46         | 4 min 23 s 24 |
| 2012 Londres | Wondiye Fikre Indelbu    | Athlétisme | 1 500 mètres hommes T46    | 3 min 50 s 87 |
| 2016 Rio     | Tamiru Demisse           | Athlétisme | 1 500 mètres hommes T12-13 | 3 min 48 s 49 |